# Timnes
Timnes (en llatí Tymnes, en grec Τύμνης) va ser un poeta epigramàtic grec.
Alguns dels seus epigrames figuren a la Garlanda de Meleagre. L'època en què va viure és desconeguda. Podria ser un cretenc, però Heròdot diu que aquest nom era d'origen cari. I també podria ser contemporani del poeta Meleagre. A l'Antologia grega figuren un total de set epigrames seus.